# 5ª Brigata meccanizzata pesante
La 5ª Brigata meccanizzata pesante autonoma (in ucraino 5-та окрема важка механізована бригада?, 5-ta okrema važka mechanizovana bryhada, unità militare A4594) è un'unità di fanteria meccanizzata e corazzata delle Forze terrestri ucraine, subordinata al Comando operativo "Ovest" e con base a Kam"janka-Buz'ka.

## Storia

### Prima formazione
L'unità è stata creata all'inizio del 2016 come 5ª Brigata corazzata autonoma (in ucraino 5-та окрема танкова бригада?, 5-ta okrema tankova bryhada) facente parte della riserva. Nell'aprile dello stesso anno ha preso parte, insieme alla 15ª Brigata meccanizzata, ad esercitazioni militari su vasta scala nell'oblast' di Cherson, al fine di migliorare la difesa regione. In seguito è rimasta di stanza vicino al confine della Crimea occupata. Nell'aprile 2017 la brigata ha svolto intensi addestramenti nell'oblast' di Černihiv, in cooperazione con unità dell'aeronautica militare, delle forze speciali e della guardia di frontiera ucraina. Fra agosto e settembre 2018 i riservisti richiamati in servizio nella brigata hanno svolto una sessione di addestramento al combattimento di 45 giorni al fine di migliorarne la capacità operativa. Negli anni seguenti è stata completamente smobilitata ed è rimasta soltanto sulla carta.
Il 24 febbraio 2022, in seguito all'invasione russa dell'Ucraina, la brigata è stata riattivata presso Kryvyj Rih, ha lasciato il Corpo di Riserva ed è stata schierata a difesa di Odessa. Dopo essere stata rinforzata grazie ai T-72M1 donati dalla Polonia e agli YPR-765 dai Paesi Bassi, è diventata pronta per essere spostata dalla riserva strategica ed essere utilizzata effettivamente in battaglia. Tuttavia, in seguito alle perdite subite dalle altre brigate corazzate e meccanizzate, i mezzi e il personale sono stati utilizzati per rinforzare unità già esistenti e la brigata ha cessato di esistere.

### Seconda formazione
Il 10 gennaio 2023, in seguito all'invio di carri armati occidentali e al successo nel ripristino di quelli ucraini all'estero, la brigata è stata ricostituita presso Kam"janka-Buz'ka, venendo assegnata alle dipendenze del 10º Corpo d'armata. Durante l'autunno il nuovo personale è stato equipaggiato e ha iniziato l'addestramento. Alcuni reparti di carristi si sono addestrati in Germania con dei Leopard 1A5 donati dal governo tedesco. All'inizio del 2024 la brigata è stata dotata anche dei veicoli gettaponte corazzati M60 AVLB e dei carri M-55S (versione slovena pesantemente rimodernata del T-55) trasferiti dalla 67ª Brigata meccanizzata, in quanto dotati dello stesso cannone dei Leopard 1A5. A marzo alcuni di questi carri sono stati ceduti alla 127ª Brigata di difesa territoriale per essere impiegati come supporto di fuoco indiretto.
Nell'estate del 2024 la brigata ha svolto missioni di combattimento nella regione di Zaporižžja, in particolare nell'area fra Orichiv e Robotyne. Successivamente è stata impiegata sul fronte di Pokrov'sk. A dicembre 2024 è stata riorganizzata come brigata meccanizzata pesante, facendo seguito alla 17ª e alla 117ª Brigata, cedendo un battaglione corazzato e guadagnando un battaglione meccanizzato. In seguito a questa trasformazione, nel gennaio 2025 i reparti equipaggiati con i carri M-55S sono stati trasferiti alla 159ª Brigata meccanizzata per costituirne il battaglione corazzato.

## Struttura
- Comando di brigata[19]
- 1º Battaglione corazzato
- 2º Battaglione corazzato
- 1º Battaglione meccanizzato
- 2º Battaglione meccanizzato
- 1º Battaglione fucilieri
- 2º Battaglione fucilieri
- Battaglione sistemi senza pilota "Black Arrow"
- Gruppo d'artiglieria
  - Batteria acquisizione obiettivi
  - Battaglione artiglieria semovente (2S3 Akatsiya)
  - Battaglione artiglieria semovente (2S1 Gvozdika)
  - Battaglione artiglieria lanciarazzi (BM-21 Grad)
- Battaglione artiglieria missilistica contraerei
- Battaglione genio
- Battaglione manutenzione
- Battaglione logistico
- Compagnia ricognizione
- Compagnia cecchini
- Compagnia guerra elettronica
- Compagnia comunicazioni
- Compagnia radar
- Compagnia difesa NBC
- Compagnia medica

## Simboli
Lo stemma della brigata è realizzato su fondo nero, il colore delle forze corazzate dell'Ucraina. Il guanto d'arme e le lance incrociate simboleggiano la discendenza delle truppe corazzate dalla cavalleria pesante come principale forza di sfondamento. La croce rappresentata sugli stendardi richiama il sigillo della fortezza di Hadjač, prima ubicazione dell'unità.

## Comandanti
- Colonnello Andrij Ščukin (gennaio 2023 - gennaio 2025)[20]
- Tenente colonnello Ruslan Habinet (gennaio 2025 - in carica)[21]